# Zaharija Sitčin
Zaharija Sitčin (Baku, 11. srpnja 1920. – New York, 9. listopada 2010.) američki je pisac azerbajdžanskoga podrijetla knjiga koje predlažu objašnjenje ljudskog podrijetla od drevnih astronauta. Sitčin pripisuje stvaranje drevne sumerske kulture Anunnakijima, koji su navodna rasa izvanzemaljaca s planeta zvanog Nibiru koji se nalazi iza Neptuna. Sičin je vjerovao da se ovaj hipotetski planet Nibiru nalazi u izduženoj eliptičnoj orbiti u Zemljinom Sunčevu sustavu, tvrdeći da sumerska mitologija potvrđuje ovu tezu. Sitchinove knjige prodane su u milijunima primjeraka diljem svijeta i prevedene su na više od 25 jezika (i na hrvatski).
Sitčinove ideje kritizirali su i opovrgnuli znanstvenici i akademici, koji Sitčinove knjige nazivaju pseudoznanošću i pseudopoviješću. Sičinov pristup kritiziran je zbog loše metodologije, loših prijevoda drevnih tekstova i zbog pogrešnih astronomskih i neznanstvenih tvrdnja.